# SIELE

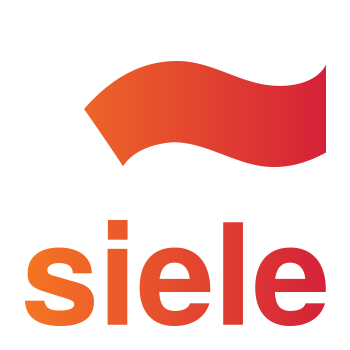

SIELE(스페인어: Servicio Internacional de Evaluación de la Lengua Española)는 스페인어 공인 시험의 하나이다. 스페인 정부와 살라망카 대학교, 멕시코 국립 자치 대학교, 부에노스아이레스 대학교가 공동으로 개발하였다.